# مادة كواركية

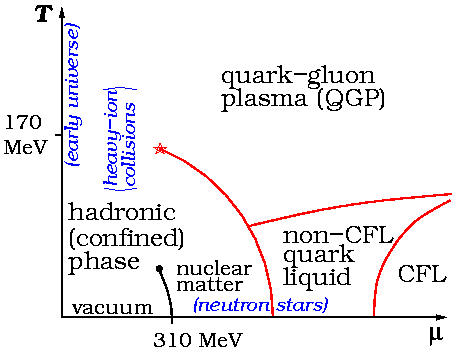

المادة الكواركية أو مادة الديناميكا اللونية الكمية في الفيزياء النووية (بالإنجليزية: Quark matter أو QCD matter) هي أي طور من عدة اطوار للمادة تعامل نظريا طبقا للميكانيكا اللونية الكمومية ويكون لها درجات حرية تحوي كواركات وجلوونات.
تلك الأطوار النظرية قد تنشأ في درجات حرارة وكثافة عالية جدا، تقدر بمليار مرة أعلى مما نصل إليه في المختبرات.
في تلك الظروف الصعبة من ارتفاع شديد لدرجة الحرارة والكثافة تتغير البنية المعهودة للمادة حيث تكون المكونات الرئيسية من نواة الذرة (وهي نوكليونات التي تتكون هي الأخرى من كواركات مترابطة) والإلكترونات تغيرا كبيرا. وبالنسبة إلى مادة الكوارك فمن الأسلم معالجة الكواركات كأنها أساس درجات حرية.
وفي نظرية النموذج العياري لفيزياء الجسيمات فإن أقوى قوة هي التآثر القوي والتي توصف بنظرية الديناميكا اللونية الكمومية quantum chromodynamics. وعند درجات الحرارة العادية أو الكثافة العادية فإن تلك القوة تجمع الكواركات في جسيمات مركبة (الهادرونات) التي تبلغ مقاييسها نحو 10−15 متر = 1 فمتومتر = 1 fm (تعادل طاقة ΛQCD ≈ 200 مليون إلكترون فولت) ولا يظهر لها تآثير عند مسافات أكبر.
ولكن عندما ترتفع درجة الحرارة إلى حيز طاقة الميكانيكا اللونية الكمومية (T نحو 1012 كلفن،) أو ترتفع الكثافة إلى النقطة حيث تكون المسافة بين الكواركات أقل من 1 فيمتون (الجهد الكيميائي للكوارك يصل إلى 400 ميجا إلكترون فولت) فتنصهر الهادرونات إلى مكوناتها من الكواركات، ويصبح التآثر القوي هو القوة المغالبة في الفيزياء. تلك الأطوار تسمى مادة كواركية أو مادة الميكانيكا اللونية الكمومية.

## وجودها

### وجودها الطبيعي
- عند نشأة الكون عندما كانت درجة الحرارة فائقة طبقا لنظرية الانفجار العظيم عندما كانت عمر الكون عدة ميكروثانية فقط، عندها اتخذ طور المادة هيئة طزر ساخن من مادة الكوارك تسمى بلازما كوارك جلوون.
- الأقزام البيضاء والنجوم النيوترونية من النجوم الشديدة الكثافة. وتقل درجة حرارة النجم التيوتروني عن 1012 كلفن، ولكنه منضغط بفعل كتلته إلى كثافة قد تصل إلى كثافة مادة الكوارك في قلبه. وتتكون النجوم الفائقة الكثافة من مادة الكوارك إما كاملا أو جزئيا وتسمى نجم كواركات أو نجوم غريبة، وحتى الآن فلم يكتشف نجم له هذه الخواص.
- غريبات وتلك هي بحسب الافتراض النظري كتل من مادة غريبة تحوي اعدادا متساوية من الكواركات العلوية والسفلية والكواركات الغريبة.
- صدمات أشعة كونية. تحوي الأشعة الكونية أنوية ذرية ذات طاقة حركة عالية ومن ضمنها أنوية الحديد. وتوحي بعض القياسات المعملية أن تفاعلات مع غازات خاملة في طبقات الجو العليا قد ينتج عنها بلازما كوارك جلوون.

### في التجارب المعملية
- في تصادم الأيونات الثقيلة عند طاقات عالية تستطيع أنتاج حيوز قصيرة العمر تكون فيها الكثافة إلى قيم مقاربة لما حدث أثناء نشأة الكون عندما كان الكون عمره 20 ميكروثانية. وقد توصل الفيزيائيون إلى ذلك خلال تصادم الأيونات الثقيلة عند سرعات بالغة السرعة، وأول أعلان عن تكوين بلازما كوارك وجلوون في معجل سينكروترون بروتونات فائق الموجود في سيرن، وكان ذلك في فبراير 2000.[2]

وقد استمر إجراء تلك التجربة عند تسريع للبروتونات أكبر مثل لمصادم الأيونات الثقيلة فائقة السرعة RHIC التابع للمعمل الوطني بروكهافن في الولايات المتحدة الأمريكية، كذلك في مصادم الهدرونات الكبير الموجود على الحدود السويسرية الفرنسية. وتوجد مؤشرات على نجاح إنتاج بلازما كوارك وجلوون في مصادم الأيونات الثقيلة فائقة السرعة.

## تحديات تجريبية
من الصعب حاليا معرفة تطور الأطوار لمادة الكوارك بسبب عدم التوصل إلى توليف درجات الحرارة العالية والكثافة العالية للمادة في معمل يستخدم مصادم للأيونات الثقيلة فائقة السرعة إلى سرعات قريبة من سرعة الضوء. ولكن تلك التصادمات هي التي ستعطينا المعلومات عن التحول من مادة الهدرونات إلى مادة الكوارك. ويفكر الفيزيائيون أن رصد النجوم فائقة الكثافة ربما تكون وسيلة للتوصل على معرفة تلك الأحوال الفائقة الحرارة والكثافة. وتقدم نماذج تبريد تلك النجوم، وتغير عزمها المغزلي، ودوران محورها ذاته إمكانيات للحصول على معلومات عن خصائص تلك النجوم وما في باطنها. وبتطور الرصد الفلكي وتحسن طرق القياس يأمل الفيزيائيون في الحصول على معرفة على هذا السبيل..

## اقرأ أيضًا
- معادلة بيته-فايزيكر
- نموذج غلاف نووي
- طاقة الارتباط
- نقص الكتلة
- النيوترون
- عدد سحري
- بلازما كوارك-غلوونية

## وصلات خارجية
- الجمعية النووية الأميريكية
- مفاعل الماء المغلي، BWR برنامج محاكي
- Nucleonica.. مدفوعة الإنترنت للعلوم النووية
- العلوم النووية ويكي
- خدمات البيانات النووية -- الوكالة الدولية للطاقة